# Benjamin Netanjahu

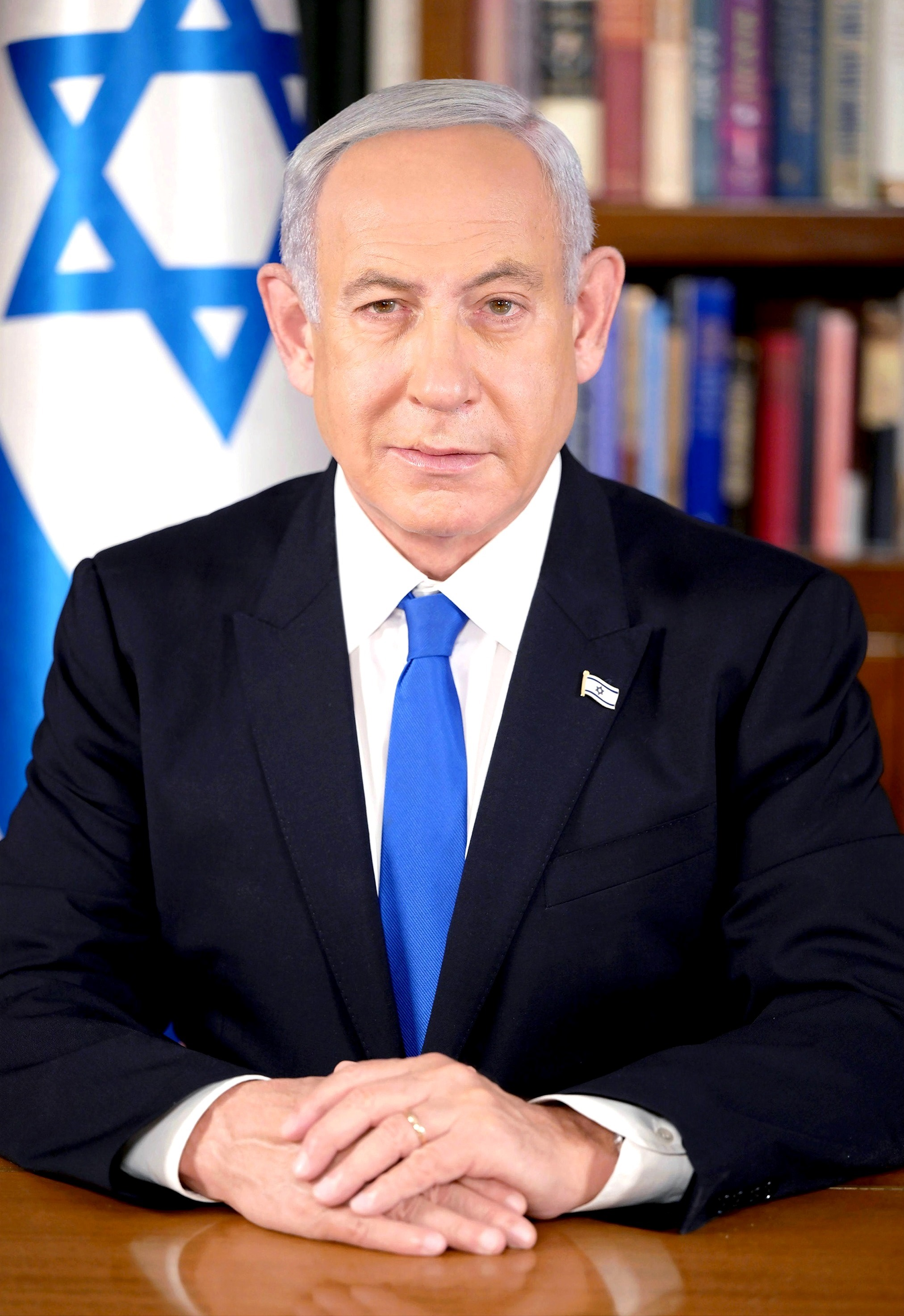
Benjamin Netanjahu (2023)

Benjamin „Bibi“ Netanjahu (hebräisch בנימין (ביבי) נתניהו englisch Benjamin Netanyahu; geboren am 21. Oktober 1949 in Tel Aviv) ist ein rechtskonservativer israelischer Politiker (Likud). Er ist seit Dezember 2022, wie schon zwei Mal zuvor, israelischer Ministerpräsident und damit auch der am längsten amtierende Ministerpräsident Israels.
Netanjahu war erstmals von Mai 1996 bis Mai 1999 israelischer Ministerpräsident. 1998 und in den Jahren 2002 bis 2003 bekleidete er das Amt des Außenministers. 2003 wurde er Finanzminister; das Amt legte er Mitte 2005 aus Protest gegen den Plan von Ministerpräsident Ariel Scharon zur Teilräumung der israelischen Siedlungen nieder.
Mit der Wahl zur 17. Knesset wurde Netanjahu im April 2006 Oppositionsführer. 2009 wurde er erneut zum Ministerpräsidenten gewählt. Im Januar 2013, im März 2015, im April 2019 und im März 2020 konnte er dieses Amt in vorgezogenen Neuwahlen verteidigen.
Nach der Wahl im März 2021 gelang ihm keine weitere Regierungsbildung, so dass Naftali Bennett im Juni 2021 zum israelischen Ministerpräsidenten ernannt wurde. Nach seiner Abwahl war Netanjahu Oppositionsführer. Bei den Parlamentswahlen im November 2022 erreichte sein rechts-religiöses Bündnis die Mehrheit in der Knesset. Netanjahu wurde daraufhin erneut Ministerpräsident.
Seit mehreren Jahren laufen verschiedene Strafverfahren gegen Netanjahu wegen Korruption und Vorteilsnahme im Amt.
Im November 2024 erließ der Internationale Strafgerichtshof einen Haftbefehl gegen Netanjahu wegen Kriegsverbrechen und Verbrechen gegen die Menschlichkeit im Zusammenhang mit Israels Kriegsführung im Gazastreifen.

## Persönlicher Hintergrund
Netanjahu kam 1949 in Tel Aviv zur Welt und ist einer der drei Söhne von Tzila und Benzion Netanjahu. Die Familie lebte zunächst in Jerusalem, als Netanjahu in die Oberstufe kam, zogen sie in die USA. Sein Vater war Professor für jüdische Geschichte und Herausgeber der Encyclopaedia Hebraica. Der Name Netanjahu ist nicht der ursprüngliche Familienname. Benjamins Großvater, Nathan Mileikowsky, veröffentlichte nach seiner Ankunft in Palästina Kolumnen unter dem Pseudonym Netanjahu („von Gott gegeben“).
Sein älterer Bruder Jonathan kam bei der Operation Entebbe im Jahre 1976 ums Leben und gilt in Israel als Kriegsheld. Sein jüngerer Bruder Iddo ist Radiologe und Schriftsteller. Alle drei Brüder dienten in der Eliteeinheit Sajeret Matkal.
Netanjahu ist zum dritten Mal verheiratet. Aus seiner ersten Ehe von 1972 bis 1978 mit Miriam Weizmann hat er eine Tochter, Noa, die als ultraorthodoxe Jüdin in Jerusalem lebt. Mit der Britin Fleur Cates war er von 1981 bis 1988 verheiratet. Mit seiner dritten Ehefrau Sara, mit der er seit 1991 verheiratet ist, hat er zwei Söhne, Jair und Avner. Obwohl Netanjahu in Israel geboren ist, wuchs er in Cheltenham im US-Bundesstaat Pennsylvania auf. Seinen High-School-Abschluss erlangte er an der Cheltenham High School. Er besitzt einen Bachelor of Science in Architektur des Massachusetts Institute of Technology (MIT) und einen Master of Science in Management der MIT Sloan School of Management; außerdem hat er Politikwissenschaft an der Harvard University und am MIT studiert. Netanjahu ist Herausgeber und Autor von Büchern über den internationalen Terrorismus.

## Militärzeit und Berufseinstieg

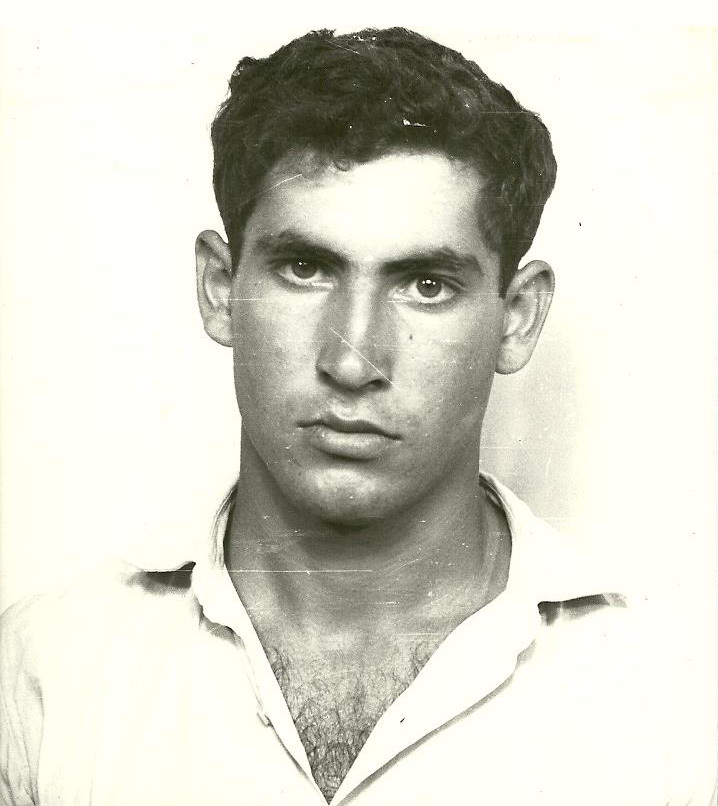
Dienstfoto aus seiner Militärakte (1967)

Nach der High School kehrte Netanjahu im Jahr 1967 nach Israel zurück, um sich bei den israelischen Streitkräften zu melden. Er diente fünf Jahre lang in der Spezialeinheit Sajeret Matkal. Während des Abnutzungskriegs von 1967 bis 1970 zwischen Ägypten und Israel nahm er an zahlreichen grenzüberschreitenden Angriffen teil und stieg zum Teamleiter der Einheit auf. Er wurde mehrfach im Kampf verwundet. Er war an vielen anderen Missionen beteiligt, einschließlich des israelischen Kommandounternehmens 1968 im Libanon, bei dem ein Dutzend Linienmaschinen zerstört wurden, und der Rettung des entführten Sabena-Flug 571 im Mai 1972, bei der ihm in die Schulter geschossen wurde. Er wurde 1972 im Rang eines Hauptmanns aus dem aktiven Dienst entlassen, blieb aber in der Reserve von Sajeret Matkal. Nach seiner Entlassung ging er zum Studium in die Vereinigten Staaten, kehrte aber im Oktober 1973 zurück, um im Jom-Kippur-Krieg zu dienen.
Von 1976 bis 1978 arbeitete er zunächst als Unternehmensberater bei der Boston Consulting Group. In dieser Zeit hatte er noch eine amerikanische Persona und trat als Ben Nitay auf.
Nach dem Tod seines Bruders Jonathan gründete er mit Unterstützung seiner Familie und mehrerer Sponsoren zu dessen Andenken das „Jonathan Institute“, das er bis 1980 leitete. Das Institut organisierte Konferenzen und Buchveröffentlichungen zum internationalen Terrorismus gegen Israel – einem Thema, dem Netanjahu auf diesem Weg zu breiterer öffentlicher Wahrnehmung verhelfen wollte. Von 1980 bis 1982 war er in Israel als Wirtschaftsmanager aktiv. Der damalige Botschafter Israels in den USA, Moshe Arens, wurde auf ihn aufmerksam und verhalf ihm 1982 zu einer Anstellung als stellvertretender Botschafter in Washington. Netanjahus nächste Position war 1984 die des Ständigen Vertreters Israels bei den Vereinten Nationen in New York. 1988 kehrte er nach Israel zurück, zog für den Likud als Abgeordneter in die Knesset ein und wurde zum Stellvertreter des neuen Außenministers Arens ernannt.
Ende März 1993 wurde Netanjahu zum Parteichef des Likud gewählt. 1995 war er als Oppositionsführer prominenter Redner in Protestkundgebungen gegen die Regierung von Jitzchak Rabin.

## Ministerpräsident 1996 bis 1999

### Wahl und Amtszeit
Netanjahu trat für die Parlamentswahl in Israel 1996 als Spitzenkandidat gegen Schimon Peres an, der das Amt des Ministerpräsidenten im November 1995 übernommen hatte. Nachdem Peres in den Umfragen zunächst in Führung gelegen war, kam es zu einer Reihe von palästinensischen Selbstmordanschlägen auf israelische Zivilisten. Am 3. und 4. März 1996 kam es zu zwei tödlichen Anschlägen von palästinensischen Terroristen, dabei kamen 32 israelische Bürger ums Leben. Diese Anschläge waren der eigentliche Anlass für das rapide nachlassende Vertrauen in Peres.
Anders als dieser setzte Netanjahu nicht auf den guten Willen Jassir Arafats und machte jeglichen Fortschritt im Friedensprozess davon abhängig, dass die palästinensische Autonomie ihrer wesentlichen Verpflichtung – hauptsächlich den Terror zu bekämpfen – nachkam. Der Slogan seiner Kampagne war „Netanjahu – einen sicheren Frieden schaffen“. Nethanjahus Parteienbündnis gewann Ende Mai 1996 schließlich die Parlamentswahl mit knappen Vorsprung.
Als Ministerpräsident handelte er mit Jassir Arafat das Wye-Abkommen aus, aber viele meinten, er versuche, jeden Fortschritt aufzuhalten. Dafür sprach auch die sehr umstrittene Entscheidung vom 2. August 1996, den zuvor verfügten Baustopp für israelische Siedlungen in den Palästinensergebieten wieder aufzuheben. In den folgenden Wochen erwirkte Netanjahu die Errichtung einer großen Anzahl neuer Siedlungen.
Seine kompromisslose Politik schien zunächst zu wirken. Anders als unter seinem Vorgänger und Nachfolger gab es unter seiner Regierung kaum Selbstmordanschläge innerhalb Israels. 1996 entschieden er und Jerusalems Bürgermeister Ehud Olmert allerdings, einen Ausgang für den Klagemauertunnel zu öffnen. Dies hatte dreitägige Unruhen der Palästinenser mit zahlreichen Toten auf beiden Seiten zur Folge.

### Ablehnung im Volk
Erst lehnten große Teile der Medien und der intellektuellen Oberschicht Israels Netanjahus Politik ab, bevor er nach einer langen Kette von Skandalen (einschließlich Gerüchten um seine Ehefrau) auch das Vertrauen der israelischen Öffentlichkeit verlor. Eine Untersuchung, die wegen Korruptionsvorwürfen gegen ihn eingeleitet wurde, trug schließlich ebenfalls zum Verlust des Vertrauens bei. Die Welle gipfelte in den Wahlen von 1999, als Netanjahu seinem Kontrahenten Ehud Barak unterlag und sich bis 2002 politisch zurückzog.

## Politisches Wirken 2000 bis 2008

### Ministerämter bis 2005
Im Jahre 2002, nach dem Rückzug der Arbeitspartei aus der Regierung, ernannte Ministerpräsident Ariel Scharon Netanjahu zum Außenminister. Netanjahu forderte Scharon um den Vorsitz des Likud heraus, scheiterte aber damit. Nach den Wahlen von 2003 akzeptierte Netanjahu dann das Amt des Finanzministers in der neuen Regierung Scharon.
Netanjahu gilt innerhalb des Likud als Hardliner (auch „Falke“ genannt); er gehört zu den Gegnern eines unabhängigen Palästinenserstaates (er bevorzugt die Selbstverwaltung unter israelischer Kontrolle), stimmte jedoch für den Scharon-Plan. Innerparteilich war er ein Konkurrent des früheren Premierministers Ariel Scharon. Netanjahu versuchte, dessen Position durch die Forderung nach einem Referendum über den Abzugsplan zu schwächen.
Als Finanzminister unternahm er gewagte Pläne, um Israels Wirtschaft aus den Schwierigkeiten, in die sie während der Al-Aqsa-Intifada geraten war, zu befreien. Seine Konzepte zur Wiederankurbelung der israelischen Wirtschaft wurden aufgrund ihres wirtschaftsliberalen Charakters kontrovers diskutiert.
Am 7. August 2005 trat Netanjahu aus Protest gegen die Zustimmung des israelischen Kabinetts zu einer ersten Phase des Abzugs israelischer Siedler aus dem Gazastreifen vom Amt des Finanzministers zurück. Er begründete den Schritt damit, dass ein unilateraler Abzug Israel keine Vorteile bringe, vielmehr sei das Gegenteil der Fall. Der Abzug unterminiere die Sicherheit, spalte die Nation und sei nicht der Weg zum Frieden. Außerdem sei er ein Schritt zu den Grenzen von vor 1967, die nicht militärisch zu verteidigen seien. Der Aktienmarkt reagierte auf seinen Rücktritt mit Kursverlusten.

### Opposition ab 2005
Am Abend des 19. Dezember 2005 stand Benjamin Netanjahu als Sieger der internen Vorwahl im Likud gegen Außenminister Silvan Shalom fest. Einige Wochen zuvor hatte Scharon den Likud verlassen, um mit vielen ehemaligen Führungskräften des Likud eine neue Bewegung namens „Kadima“ (Vorwärts) zu gründen. Scharons Kadima wurden gute Chancen eingeräumt, die Wahlen am 28. März 2006 zu gewinnen. So kam es dann auch. Infolge eines Schlaganfalls fiel Scharon dann aber ins Koma, worauf sein Stellvertreter Ehud Olmert interimistisch Ministerpräsident wurde. Nach der Wahl vom 28. März beauftragte der Präsident Mosche Katzav Ehud Olmert mit der Regierungsbildung.
Der Likud hatte beim Wahlsieg der Kadima massiv Stimmen verloren und befand sich in der Opposition – die neue israelische Regierung bestand aus Kadima, der Arbeitspartei um Amir Peretz, der Rentnerpartei Gil und Schas.
Inzwischen machten Gerüchte die Runde, dass die beiden rechten Parteien Likud und Jisra’el Beitenu fusionieren wollten. Das Programm hatte offenbar drei Stufen: Erstens hätten die Wahlen zum Amt des Likud-Vorsitzenden auf Oktober 2007 vorgezogen werden sollen. Danach wäre zweitens das Parteibuch des Likud geändert worden, so dass neue Kandidaten außerhalb des Likud die Möglichkeit gehabt hätten, zu wählen und gewählt zu werden. „So können wir Leute wie den ehemaligen Generalstabschef Jaalon und Staatspräsident Mosche Katzav in den Likud holen“, meinten dessen Vertreter. In der dritten und letzten Stufe hätten Likud und Jisra’el Beitenu einen gemeinsamen Appell gestartet, der am Ende zur Fusion der beiden Parteien hätte führen sollen. In geheimen Gesprächen nannte der Likud die neue Partei „Ha-Likud Beitenu“. Likud-Chef Netanjahu und der Vorsitzende von Israel Beteinu, Avigdor Lieberman, drückten grundsätzlich ihre Übereinstimmung in Bezug auf eine Fusion der beiden Parteien aus. Inzwischen sind die Fusionspläne auf Eis gelegt, denn durch den Einzug von Jisra’el Beitenu in die Regierung befand sich Netanjahu auf der Verliererseite und musste sein Vorhaben, kurzfristig mit der neuen Partei in die Regierung einzuziehen, fallen lassen. Ihm blieben die guten Umfragewerte und die Rolle des Oppositionsführers.

### Rückkehr zur Macht
Durch den am 12. Juli 2006 vollzogenen israelischen Einmarsch im Libanon wurden Gerüchte laut, dass Benjamin Netanjahu als Hardliner – wie auch Avigdor Lieberman, der Vorsitzende von Jisra’el Beitenu – in einer Notstandsregierung vertreten sein soll. Beide fordern einen härteren Umgang mit den Palästinensern.
Ehud Olmert hatte nach Netanjahus Meinung (und diese teilten gemäß Umfrage im Moment 63 Prozent der Israelis), die Kriegsziele verfehlt. Daher forderte er Olmerts Rücktritt. Durch die „Wiederauferstehung“ des Likud hätten sich 45 Prozent der Bevölkerung Netanjahu als nochmaligen Premier vorstellen können.
Gemäß damals aktuellen Umfragen hätte, wenn Neuwahlen stattgefunden hätten, der Likud die regierende Kadima-Partei überholt, indem er 35 der 120 Sitze in der Knesset für sich beanspruchen könne.
Netanjahu äußerte sich zu den Vorwürfen, die wegen des aus israelischer Sicht desaströsen Libanonkriegs an Olmert gerichtet wurden, und erwähnte, dass die Bevölkerung offenbar das wenige Vertrauen, das sie in die Regierung habe, wieder verloren habe. Es sei jetzt möglich, der Bevölkerung das letzte Wort zu geben. Damit spielte er auf vorgezogene Neuwahlen an, welche ihm nach den Umfragewerten durchaus zum erneuten Sitz im Ministerpräsidentenamt hätten verhelfen können.
Nachdem es einige Zeit ruhiger um Netanjahu geworden war, wurde er am 15. August 2007, mit 73,2 Prozent recht deutlich, als Vorsitzender des Likud wiedergewählt; allerdings fielen über 22 Prozent der Stimmen an seinen als radikal und nationalistisch geltenden Herausforderer Mosche Feiglin, was als Achtungserfolg gewertet wurde. Sein bisheriger Herausforderer im Likud, Silvan Shalom, verzichtete im Vorfeld auf eine Kandidatur.

## Ministerpräsident 2009 bis 2021
Nach den Wahlen zur 18. Knesset am 10. Februar 2009, bei denen der Likud knapp hinter der Kadima folgte (27 zu 28 Mandaten), wurde Netanjahu vom Präsidenten Shimon Peres mit der Regierungsbildung beauftragt. Am 31. März 2009 übernahm Netanjahu erneut das Amt des Ministerpräsidenten. Netanjahus Likud regierte nun in einer Koalition u. a. mit der Partei Jisra’el Beitenu von Avigdor Lieberman, der Arbeitspartei mit dem Parteichef Ehud Barak und der ultraorthodoxen Schas-Partei. Netanjahus zweites Kabinett hatte 30 Minister und neun stellvertretende Minister.
Schwerpunkte der neuen Regierung waren nach eigenen Angaben die Sicherheitspolitik in Bezug auf den Iran und die Palästinenser sowie die Wirtschaftspolitik.
Am 14. Juni 2009, zehn Tage nach der Grundsatzrede des US-amerikanischen Präsidenten Barack Obama, stimmte Netanjahu erstmals in einer außenpolitischen Grundsatzrede an der israelischen Bar-Ilan-Universität der Gründung eines unabhängigen palästinensischen Staates zu. In seiner halbstündigen Rede rief er die Palästinensische Autonomiebehörde zur Weiterführung von Friedensgesprächen auf, stellte aber Bedingungen. So müsse unter anderem ein palästinensischer Staat entmilitarisiert sein, dessen Importe müssten überwacht werden und dürften insbesondere keine Rüstungsgüter umfassen, er dürfte keine eigene Kontrolle des Luftraums und keine Vertragsbindungsmöglichkeiten mit anderen Staaten auf militärischem Gebiet haben, und Jerusalem müsse die ungeteilte Hauptstadt Israels bleiben. Beim Siedlungsbau versicherte Netanjahu zwar, kein neues Land für bestehende Siedlungen zu konfiszieren, verkündete aber auch nicht den geforderten vollständigen Baustopp in den jüdischen Siedlungen, sondern forderte das Recht „auf natürliches Wachstum“.
Im Sommer 2011 protestierten bis zu 150.000 Demonstranten gegen soziale Missstände; ein Teil zeltete an zentralen Orten wie dem Rothschild-Boulevard. Netanjahu kündigte Reformen an.
Im Januar 2012 wurde berichtet, dass Netanjahu gesagt habe, die »Hauptfeinde Israels« seien Haaretz und die New York Times, denn »sie geben das Programm für die Anti-Israel-Kampagne auf der ganzen Welt vor. Jeden Morgen lesen Journalisten diese Publikationen und stützen ihre Berichte auf das, was sie in der New York Times und in Haaretz lesen«. Später leugnete er, diese Bemerkungen gemacht zu haben.
Die für den Herbst 2013 vorgesehene Parlamentswahl wurde auf den 22. Januar 2013 vorgezogen, nachdem sich die Regierungskoalition nicht auf einen Haushalt hatte einigen können. Netanjahus Parteienbündnis verzeichnete Verluste, gewann die Wahl aber. Am 18. März 2013, dem Tag der Vereidigung von Netanjahus dritten Kabinett, übernahm Netanjahu auch das Ministerium für Diplomatie und Diaspora. Das Ministerium wurde am 29. April 2013 umbenannt in „Ministry of Jerusalem and Diaspora Affairs“.
Nachdem es im November 2014 zu einer Regierungskrise zwischen Likud und den liberalen Parteien gekommen war, entließ Netanjahu am 2. Dezember Finanzminister Yair Lapid und Justizministerin Tzipi Livni. Im März 2015 fand eine Neuwahl statt, die Netanjahus Partei gewann. In der anschließend im Mai gebildeten vierten Regierung Netanjahus übernahm er zusätzlich das Amt des Kommunikationsministers.
In einer Rede vor den Delegierten des 37. Zionistenkongresses in Jerusalem äußerte Netanjahu im Oktober 2015 die Ansicht, Adolf Hitler habe ursprünglich nicht die Vernichtung der europäischen Juden geplant, sondern lediglich ihre Vertreibung. Erst auf Drängen des Großmuftis von Jerusalem, Mohammed Amin al-Husseini, der eine Flucht der Juden nach Palästina befürchtete, sei nach einem Treffen im November 1941 deren Ermordung beschlossen worden. Bereits 2012 hatte Netanjahu al-Husseini als einen der bestimmenden Architekten der Endlösung bezeichnet. Diese Thesen werden von der Holocaustforschung zurückgewiesen. Laut dem Historiker Stefan Ihrig trivialisiert Netanjahu mit seiner Bemerkung die Nazis und den Holocaust.
Im Juli 2017 traf er sich im Rahmen seiner Europa-Reise mit den Regierungschefs der Visegrád-Gruppe – Ungarn, Polen, Tschechien und Slowakei. Vom 17. Juli bis 19. Juli 2017 verbrachte er einen dreitägigen Staatsbesuch in Ungarn. Zusammen mit Viktor Orbán besuchte er die Budapester Große Synagoge. Bei seinem Besuch in Budapest beschrieb Netanjahu die Israel-Politik der EU als „absolut verrückt“, da Europa technologische Kooperationen mit Israel „auf jedem Gebiet an politische Bedingungen“ knüpfe. Die Kritik Europas an israelischer Siedlungspolitik sei „anormal“.
Im November 2018 verließ die rechtsgerichtete Partei Jisra’el Beitenu Netanjahus Regierungskoalition. Er setzte daraufhin Neuwahlen für den 9. April 2019 an. Die Maßnahme wird als Schachzug vor dem Hintergrund einer drohenden Anklageerhebung in den Korruptionsverfahren gesehen. Nachdem im Oppositionslager die sozialliberal-zentristischen Parteien Chosen LeJisra’el und Jesch Atid ein Wahlbündnis eingegangen waren, förderte Netanjahu das Zusammengehen der kahanistischen Otzma Jehudit mit der nationalreligiösen HaBajit haJehudi, indem er dem Bündnis bereits vorab einen Kabinettsposten in Aussicht stellte.
Während der Knessetwahl im April 2019 setzte der Likud auf Netanjahus Anweisung hin rund 1200 versteckte Kameras und Tonaufnahmegeräte in mehrheitlich arabischen Wahllokalen ein. Ziel sei es, Wahlbetrug zu verhindern. Politiker anderer Parteien warfen Netanjahu vor, arabische Wähler einschüchtern zu wollen und sie so von der Stimmenabgabe abzuhalten. Der Einsatz von Kameras in den Wahllokalen wurde auch für die außergewöhnlich niedrige Wahlbeteiligung unter arabischen Israelis verantwortlich gemacht.
Netanjahu und der Likud gingen aus der Wahl im April 2019 als Sieger hervor, erzielten ihr bestes Wahlergebnis seit 2003 und gewannen 35 Sitze, fünf mehr als bei den vorangegangenen Wahlen. Netanjahu führte nach der Wahl Koalitionsverhandlungen mit den anderen rechten Parteien, die allerdings scheiterten. Nach Ablauf der Frist von sechs Wochen hatte er keine Koalition zustande gebracht, und das Parlament stimmte für seine Selbstauflösung und Neuwahlen im September. Die Verhandlungen scheiterten an Streitigkeiten zwischen den ultraorthodoxen Parteien (Schas und Vereinigtes Thora-Judentum) und dem früheren Verteidigungsminister Avigdor Liebermann, der mit seiner Partei forderte, dass die Wehrpflicht in Zukunft auch für alle Ultraorthodoxen gelten soll.
Am 20. Juli 2019 überholte Netanjahu mit der Länge seiner Amtszeit den Staatsgründer David Ben-Gurion. Er ist damit der am längsten regierende Ministerpräsident Israels.
Als ihm nach der Parlamentswahl im September 2019 eine Regierungsbildung abermals nicht gelang, erhielt Benny Gantz das Mandat, eine neue Regierung zu bilden.
Am 26. Dezember 2019 wurde Netanjahu mit 72,5 Prozent als Vorsitzender des Likud wiedergewählt. Sein parteiinterner Konkurrent Gideon Sa’ar erhielt 27,5 Prozent der Stimmen. Im Mai 2020 wurde Netanjahus fünftes Kabinett gebildet.

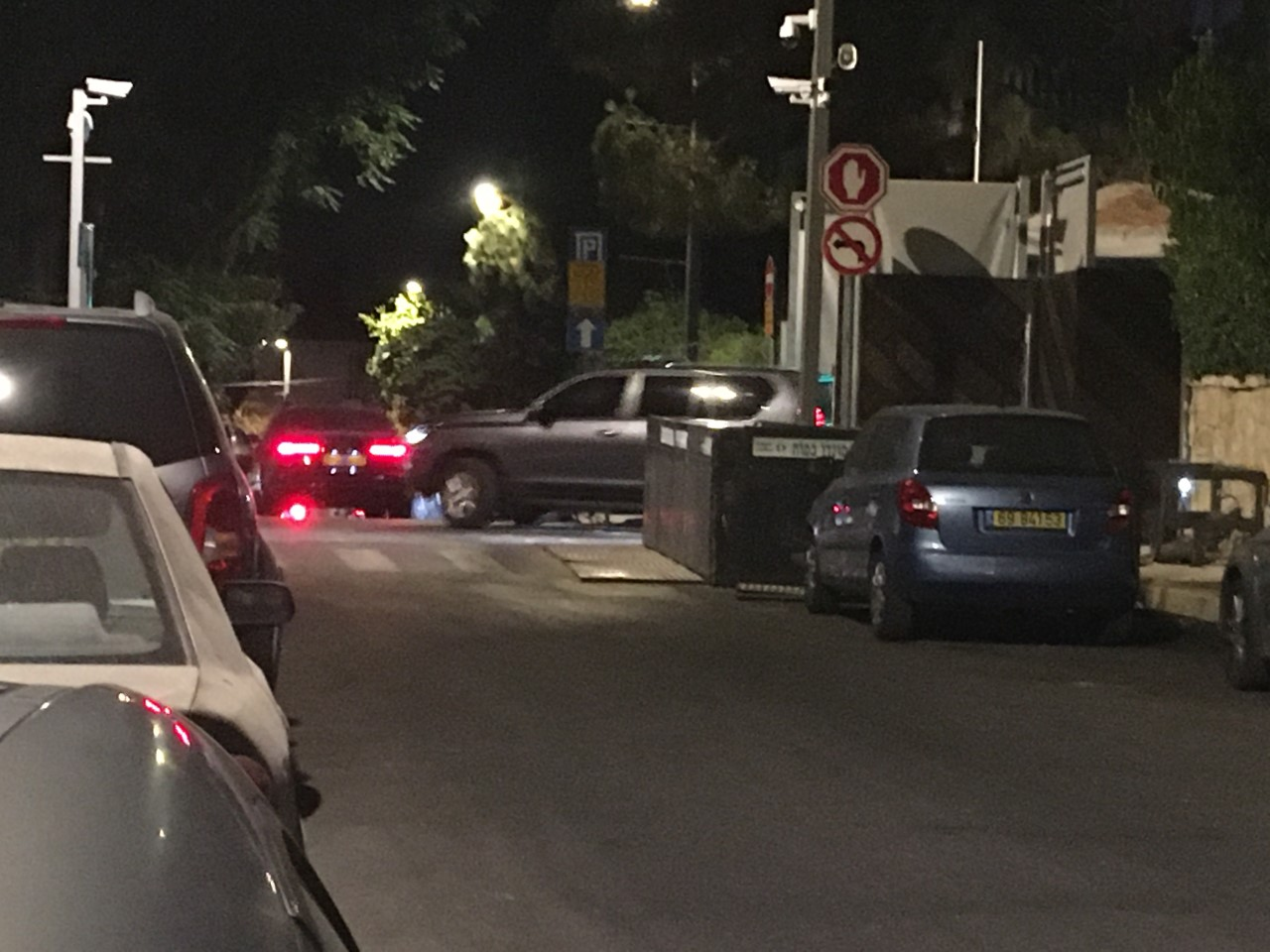
Die Residenz des Premierministers in der Balfour Street in Jerusalem wird evakuiert. Der Konvoi von Benjamin Netanjahu fährt am 11. Juli um 01:11 Uhr ab, nachdem er Premierminister Naftali Bennett versprochen hatte, bis zum 10. Juli 2021 abzureisen.

Am 2. Juni 2021 verkündete der Oppositionsführer Jair Lapid, dass es ihm gelungen sei, eine Koalition, die aus 8 Parteien besteht und nur eine Stimme Mehrheit hat, zu bilden. Lapid hatte nach der Parlamentswahl 2021 den Regierungsbildungsauftrag von Präsident Reuven Rivlin bekommen, nachdem Netanjahu mit diesem bereits davor gescheitert war. Am 13. Juni 2021 wurde Netanjahu als Premierminister Israels abgewählt, nachdem es ihm seit Ende 2018 nicht mehr gelungen war, eine stabile Regierung zu bilden. Das Parlament stimmte mit 60 zu 59 Stimmen für eine neue Regierung und beendete damit die 12-jährige Amtszeit Netanjahus. Sein Nachfolger wurde Naftali Bennett von der rechtskonservativen Partei Jamina. Netanjahu wurde damit zum Oppositionsführer.

## Ermittlungen und Strafverfahren wegen Korruptionsverdachts
Anfang Januar 2017 wurde Netanjahu wegen des Verdachts der Vorteilsannahme polizeilich befragt. Ihm wird vorgeworfen, er habe von zwei Geschäftsleuten Vergünstigungen angenommen.
Mitte Februar 2018 gab die israelische Polizei bekannt, dass sie der zuständigen Generalstaatsanwaltschaft aufgrund der Ergebnisse ihrer mehr als einjährigen Ermittlungen eine Anklage gegen Netanjahu wegen des Vorwurfs der Korruption in zwei Fällen empfiehlt. Neben gewährten Vergünstigungen durch zwei Geschäftsleute (Arnon Milchan, James Packer) in Form von Schmuck, Zigarren und Champagner in Höhe von ca. 250.000 Euro wird Netanjahu vorgeworfen, dass er die Berichterstattung der ihm gegenüber kritisch eingestellten Zeitung Jedi’ot Acharonot zu beeinflussen versucht habe, indem er in Aussicht stellte, den Einfluss der ihm als Sprachrohr geltenden Gratiszeitung Israel Hayom einzuschränken. Wenige Minuten nach Veröffentlichung der polizeilichen Ermittlungsergebnisse bestritt Netanjahu im Fernsehen das Zutreffen der Vorwürfe. Die Opposition forderte ihn zum Rücktritt auf. Anfang Dezember 2018 empfahl die Polizei, gegen Netanjahu in einem weiteren Fall Anklage zu erheben. Er soll in seiner Zeit als Kommunikationsminister dem Telekommunikationsunternehmen Bezeq Vorteile gewährt haben. Im Gegenzug soll das zum Bezeq-Konzern gehörende Online-Nachrichtenportal Walla! positiv über Netanjahu berichtet haben. Die Entscheidung über die Anklageerhebung lag anschließend bei Generalstaatsanwalt Avichai Mandelblit, einem ehemaligen Kabinettssekretär Netanjahus. Ende Februar 2019 entschied Mandelblit, dass Netanjahu wegen Bestechlichkeit, Betrugs und Untreue in allen drei Fällen angeklagt werden soll. Nach einer Anhörung Netanjahus gab Mandelblit Ende November 2019 die Anklage bekannt. Anfang Januar 2020 beantragte Netanjahu beim Parlament Immunität, um sich angesichts von Anklagen vor Strafverfolgung zu schützen. Mit dem Immunitätsantrag lag das Verfahren vorerst auf Eis. Nachdem Benjamin Netanjahu seinen Immunitätsantrag am 28. Januar 2020 zurückgezogen hatte, reichte der Generalstaatsanwalt Avichai Mandelblit am gleichen Tag beim Bezirksgericht in Jerusalem die Anklage wegen Bestechung, Betrugs und Vertrauensbruchs ein.
Das Strafverfahren gegen Netanjahu wurde am 24. Mai 2020 vor dem Jerusalemer Bezirksgericht eröffnet. Er selbst bezichtigte in diesem Zusammenhang Staatsanwaltschaft, Richter, Medien und Polizei einer Verschwörung, die den Willen des Volkes eliminieren solle. Die Fortsetzung des Prozesses wurde auf Juli 2020 vertagt. Am 19. Juli 2020 wurde er fortgesetzt. Der Beginn der Beweisaufnahme wurde auf Antrag der Anwälte Netanjahus und mit Verweis auf das Coronavirus auf Januar 2021 verschoben. Im Oktober 2023 wurde der Prozess aufgrund des Angriffs der Hamas erneut pausiert. Am 4. Dezember 2023 wurde das Verfahren wieder aufgenommen.

## Erneut Ministerpräsident (seit Dezember 2022)
Am 29. Dezember 2022 wurde Benjamin Netanjahu mit Unterstützung religiöser und nationalistischer jüdischer Parteien wieder zum Ministerpräsidenten gewählt; es entstand so die politisch am weitesten rechts stehende und religiöseste Regierung in Israels Geschichte. Noch am selben Tag wurde sein sechstes Kabinett vereidigt.
Im Juli 2023 erhielt Netanjahu während der Auseinandersetzung um eine rechtlich umstrittene geplante Justizreform, die zu Protesten führte, einen Herzschrittmacher.
Im September 2023 wurde gemeldet, Netanjahu werde nach San Francisco fliegen „und nach Terminen im Silicon Valley nach New York weiterreisen, wo er an der Generaldebatte der UNO-Vollversammlung teilnehmen wird. Ein Sprecher Netanjahus sagte, Treffen mit US-Regierungsvertretern seien während der Reise nicht geplant – ein höchst ungewöhnlicher Vorgang.“
Am 7. Oktober 2023 erfolgte in Netanjahus erneuter Amtszeit der Terrorangriff der Hamas auf Israel 2023, der 1.139 Todesopfer forderte, bei dem über 200 Geiseln genommen wurden und der zum Krieg in Israel und Gaza seit 2023 führte. Einige Angehörige der beim Angriff der Hamas verschleppten Menschen kritisierten danach die israelische Regierung unter Netanjahu und forderten seinen Rücktritt.
Im März 2024 erklärte die israelische Regierung von Benjamin Netanjahu 800 Hektar Land des Westjordanlands zu eigenem Staatsgebiet. Nach Angaben der israelischen Organisation Freedom Now, die den Bau israelischer Siedlungen im Westjordanland beobachtet, handelt es sich um die größte Annexion von Land in den Palästinensergebieten seit den Oslo-Abkommen von 1993.
Im April 2024 entzog die israelische Regierung Al-Jazeera ihre Sendelizenz in Israel bzw. verbot die Berichterstattung des Senders in Israel wegen Al-Jazeeras angeblich einseitiger Berichterstattung zum Krieg in Israel und Gaza. Die UN wertete das Sendeverbot als Einschränkung der Pressefreiheit in Israel.
Im Mai 2024 gab der Chef-Ermittler des Internationalen Strafgerichtshofs (IStGH), Karim Ahmad Khan, bekannt, dass er gegen Netanjahu und den Hamas-Führer Yahya Sinwar sowie weitere Mitglieder der Hamas und der israelischen Regierung Haftbefehle auf Grund von Kriegsverbrechen und Verbrechen gegen die Menschlichkeit beantragt habe. In seinem Antrag, der den Richtern des Strafgerichtshofs nun zur Entscheidung vorliegt, führte Khan insbesondere das Aushungern von Zivilisten, Angriffe auf die Zivilbevölkerung, Ausrottung und Mord, Verfolgung und andere unmenschliche Handlungen auf. Die Regierungen von Ländern wie den Vereinigten Staaten und dem Vereinigten Königreich verurteilten den Antrag, unter anderem, weil sie darin eine abzulehnende Gleichsetzung mit den gleichzeitig veröffentlichten Anträgen auf Haftbefehle gegen Führer der Hamas sahen. Die deutsche Regierung bedauerte zwar, dass der „unzutreffende Eindruck einer Gleichsetzung entstanden“ sei, und stellte klar, dass es um „sehr unterschiedliche Sachverhalte“ ginge, erklärte aber auch, sie „respektiere […] Unabhängigkeit und […] Verfahrensabläufe“ des Gerichtes. Andere Regierungen, unter anderem die Frankreichs, Belgiens und Sloweniens, verteidigten den Chef-Ermittler des IStGH gegen diese Vorwürfe.
Im Jahr 2024 deckte die britische Zeitung The Guardian in Zusammenarbeit mit den israelischen Zeitschriften +972 und Local Call auf, dass die israelischen Geheimdienste Mossad, Schin Bet und Aman auf Weisung der von Netanjahu geführten israelischen Regierungen über neun Jahre hinweg „dazu eingesetzt wurden, hochrangige Mitarbeiter des Internationalen Strafgerichtshof zu überwachen, zu hacken, unter Druck zu setzen, zu verleumden und angeblich zu bedrohen, um Ermittlungen des Gerichts zu behindern“. Die israelischen Geheimdienste hatten Telefongespräche und andere Arten der Kommunikation mehrerer IStGH-Beamter gezielt abgefangen, darunter der ehemaligen Staatsanwältin Fatou Bensouda und ihres Nachfolgers Karim Ahmad Khan.
Die im Mai 2024 an Israel erteilte Weisung des Internationalen Gerichtshofs (IGH), die Rafah-Offensive unverzüglich einzustellen, ignorierten die Israelischen Streitkräfte auf Netanjahus Befehl. Netanjahu widersetzte sich damit auch dem Willen der Regierung des engsten israelischen Verbündeten, der USA. Wenig später bombardierten die Israelische Luftstreitkräfte ein Flüchtlingslager, wodurch dutzende Zivilisten getötet wurden.
Im September 2024 gab Netanjahu den Befehl, die Hisbollah im Libanon zu attackieren. Die Hisbollah wurde infolge dessen stark geschwächt; sie verlor viele ihrer Kommandeure, darunter Hassan Nasrallah, der die Terrororganisation seit 1992 angeführt hatte.
Am 21. November 2024 gab der Internationale Strafgerichtshof dem Haftbefehlantrag gegen Netanjahu wegen Kriegsverbrechen und Verbrechen gegen die Menschlichkeit im Zusammenhang mit Israels Kriegsführung im Gazastreifen statt. Damit erließ der Gerichtshof erstmals einen Haftbefehl gegen den politischen Führer eines demokratischen Landes.
Im Dezember 2024, nach dem durch syrische Rebellen herbeigeführten Sturz des Assad-Regimes, befahl Netanjahu, die Infrastruktur der Syrischen Streitkräfte zu bombardieren bzw. weitgehend zu zerstören. Des Weiteren ließ er die israelischen Streitkräfte ein ursprünglich als UNDOF-Pufferzone ausgewiesenes Gebiet in Syrien besetzen. Zuvor, infolge des Zusammenbrechens des Assad-Regimes, hatte sich die syrische Armee aus diesem Gebiet zurückgezogen. Dies sowie den Sturz des Assad-Regimes nahm Netanjahu zum Anlass, ein im Jahr 1974 zwischen Israel und Syrien geschlossenes Entflechtungsabkommen für beendet zu erklären. Seit der Gründung Israels im Jahr 1948 befinden sich Syrien und Israel im Kriegszustand. Nach Angaben von Ben Saul (UN-Sonderberichterstatter zu Menschenrechten bei der Bekämpfung von Terrorismus) verstießen die israelischen Angriffe gegen das Völkerrecht.
Inmitten laufender Verhandlungen zwischen den Vereinigten Staaten und Iran über dessen Atomprogramm, beschloss Netanjahu am 9. Juni 2025, den Iran anzugreifen. Dieser monatelang vorbereiteter Angriff erfolgte am 13. Juni unter dem Codenamen Operation Rising Lion. Dabei griffen die Vereinigten Staaten am 22. Juni auch militärisch ein, indem sie die iranischen Atomanlagen attackierten. Am 24. Juni versicherte Netanjahu die Einhaltung der Waffenruhe.

## Politische Positionen

### Friedensprozess
Netanjahu ist gegen einen Abzug Israels aus den besetzten Gebieten im Westjordanland, weil er dies als Wiederholung des Abkoppelungsplans sieht, der aus seiner Sicht ein Fehler war. Der einseitige Abzug Israels aus dem Gazastreifen im Jahr 2005 habe weder zum Frieden noch zur Sicherheit Israels beigetragen. Eine Zweistaatenlösung befürwortete Netanjahu in der Vergangenheit nur bedingt. Aktuell (2024) lehnt er sie ab.
In einer Kabinettssitzung im Jahr 2009 gab Netanjahu bekannt, dass er auf der Anerkennung Israels sowie einem demilitarisierten palästinensischen Staat beharren würde, sollte es mit moderaten Verhandlungspartnern künftig Schritte in Richtung Frieden geben. Zudem schloss Netanjahu die Räumung jüdischer Siedlungen im Westjordanland aus. Stattdessen sollten seiner Ansicht nach sämtliche jüdischen Siedler in einem künftigen palästinensischen Staat integriert werden. Damit erkannte Netanjahu im Jahr 2014 erneut einen palästinensischen Staat nur unter Bedingungen an. 2016 bekräftigte er diese Position erneut auf seinem YouTube-Kanal, indem er die Räumung von jüdischen Siedlungen als „ethnische Säuberung“ bezeichnete. Demnach seien jüdische Siedler im Westjordanland kein Hindernis zum Frieden, genau so wie arabische Bewohner Israels kein Hindernis zum Frieden seien, sondern vielmehr Israels Bereitschaft zum Frieden beweisen würden. Netanjahu erklärt, ihm schwebe ein Naher Osten vor, in dem Juden und Araber friedlich koexistieren. Im Jahr 2020 unterstützte Netanjahu einen Friedensplan des US-Präsidenten Donald Trump, bei dessen Ausarbeitung die palästinensische Autonomiebehörde nicht einbezogen wurde.

#### Politik gegenüber der Hamas
Gleichzeitig verfolgte Netanjahu eine Politik, die darauf ausgerichtet war, das palästinensische Lager durch Stärkung der Hamas im Gazastreifen zu spalten. 2019 sagte Netanjahu auf einer Likud-Fraktionssitzung: „Jeder, der die Gründung eines palästinensischen Staates verhindern will, muss die Stärkung der Hamas unterstützen. Eine Spaltung zwischen den Palästinensern in Gaza und denen in Judäa und Samaria [israelische Bezeichnung für das Westjordanland] zu erzielen, ist Teil unserer Strategie.“ Katar schickte auf Bitten der israelischen Regierung über Jahre hinweg Milliarden Dollar nach Gaza. Laut Spiegel wurden mit Netanjahus Erlaubnis und Unterstützung Millionen in Geldkoffern nach Gaza getragen und der Hamas übergeben. Das Geld aus Katar diente humanitären Zwecken, etwa der Bezahlung von Regierungsgehältern in Gaza und dem Kauf von Treibstoff für den Betrieb eines Kraftwerks, doch israelische Geheimdienstmitarbeiter schlossen später, dass die Spenden es der Hamas ermöglichten, einen Teil ihres eigenen Budgets für militärische Operationen umzulenken. Laut Recherchen der New York Times befürwortete Netanjahu den Transfer der Gelder noch im September 2023, um den außenpolitischen Druck zu verringern, mit den Palästinensern über eine Zweistaatenlösung verhandeln zu müssen.

#### Gebietsansprüche
Die Koalitionsvereinbarung der 2022 von Netanjahu gebildeten rechts-religiösen Regierung besagt: „Das jüdische Volk hat ein exklusives und unbestreitbares Recht auf alle Teile des Landes Israel. Die Regierung wird die Besiedlung in allen Teilen des Landes, in Galiläa, dem Negev, dem Golan und Judäa und Samaria fördern und entwickeln.“ Damit erklärte die israelische Regierung zum ersten Mal in Israels Geschichte in einer Koalitionsvereinbarung, dass sie das alleinige Recht auf das besetzte Westjordanland habe. Der israelische Historiker Yuval Noah Harari bewertete dies im Mai 2024 wie folgt: „Der Netanjahu-Koalition schwebt ein einziger Staat zwischen dem Jordan und dem Mittelmeer vor, der nur jüdischen Bürgern volle Rechte, einer begrenzten Zahl palästinensischer Bürger Teilrechte und Millionen unterdrückter palästinensischer Untertanen weder die Staatsbürgerschaft noch irgendwelche Rechte einräumen würde. Dies ist nicht nur eine Vision. Dies ist zum großen Teil bereits die Realität vor Ort.“

#### Ablehnung eines palästinensischen Staats
Im Januar 2024 erklärte Netanjahu gegenüber den Vereinigten Staaten, dass er die Schaffung eines palästinensischen Staates nach einem Ende des Gaza-Krieges ablehne. Alles Land westlich des Jordans müsse unter Israels Kontrolle stehen. Bemühungen der internationalen Gemeinschaft um einen Kompromiss lehnt Netanjahu ab; eine im Februar 2024 mit der Unterstützung der meisten Oppositionsparteien verabschiedete Erklärung seiner Regierung sagte, die Aussicht auf einen palästinensischen Staat würde eine Belohnung für Terror darstellen.

### Iran
Netanjahu ist scharfer Kritiker der iranischen Staatsführung, der er vorwirft, den jüdischen Staat ausrotten zu wollen, und wendet sich seit Jahren entschieden gegen die Aufhebung der UN-Sanktionen gegen das Land. Für punktuelle Kooperationen zeigt er sich hingegen offen, etwa für israelische technische Hilfe bei der Wasserversorgung im Iran. Das iranische Regime lehnte dieses Angebot im Sommer 2018 ab.

### Todesstrafe
Netanjahu befürwortet die Anwendung der Todesstrafe als Mittel im Kampf gegen den Terrorismus. Im Januar 2018 wurde ein entsprechender Gesetzesentwurf mit knapper Mehrheit im Parlament verabschiedet.

## Veröffentlichungen
- (als Herausgeber, mit Iddo Netanjahu) Self-Portrait of a Hero: The Letters of Jonathan Netanyahu (1963–1976). Random House, New York 1980, ISBN 978-0-394-51376-8.
- (als Herausgeber) International Terrorism: Challenge and Response. The Jonathan Institute, Jerusalem 1980, ISBN 978-0-87855-894-0.
- (als Herausgeber) Terrorism: How the West Can Win. Farrar Straus & Giroux, New York 1986, ISBN 978-0-374-27342-2.
- A Place Among the Nations: Israel and the World. Bantam Books, 1993, ISBN 978-0-553-08974-5.
- Fighting Terrorism: How Democracies can Defeat Domestic and International Terrorism. Farrar Straus & Giroux, New York 1995, ISBN 978-0-374-15492-9.

- deutsche Ausgabe: Der neue Terror: Wie die demokratischen Staaten den Terrorismus bekämpfen können. Bertelsmann, München 1996, ISBN 978-3-570-12269-3.

## Ehrungen
- 2019: Großkreuz des Nationalen Ordens vom Kreuz des Südens, der höchste Verdienstorden Brasiliens[126][127]

## Filme
- Alexis Bloom: The Bibi Files. Vereinigte Staaten, 2024. 113 min.